# A952 (motorväg, Tyskland)
A952 är en motorväg i Bayern i Tyskland.

## Trafikplatser
|  | Nr | Skyltning                    |
|  | 1  | Starnberg (T-Korsning) E 553 |
|  | 2  | Percha                       |